# Suurisaari (ö i Finland, Södra Karelen, Villmanstrand, lat 61,16, long 27,27)
Suurisaari är en ö i Finland. Den ligger i sjön Rautjärvi och i kommunen Savitaipale i den ekonomiska regionen  Villmanstrands ekonomiska region  och landskapet Södra Karelen, i den södra delen av landet, 170 km nordost om huvudstaden Helsingfors. Öns area är 7,1 hektar och dess största längd är 380 meter i öst-västlig riktning.